# Maelgwn
Maelgwn Gwynedd, (Maelgwn, prinselijke hond of prinselijke krijger), circa 480 – circa 547.  Soms bijgenaamd 'Hir', de Lange, regeerde hij vanaf circa 520(?) Hij was de zoon van Cadwallon Lawhir ap Einion en achterkleinzoon van Cunedda Wledig. Maelgwn was een vroege koning van Gwynedd (gelegen in het noordwesten van Wales), en een bekend figuur in de Welshe mythologie. Hij wordt genoemd in De Excidio Britanniae van Gildas, de Historia Brittonum van Nennius, de Annales Cambriae en Hanes Taliesin .

## Britse koning
De historische Maelgwn, koning van Gwynedd, was een van de belangrijkste heersers van het 6e-eeuwse Brittannië. Hij werd een van de beroemdste en beruchtste heersers in de vroegmiddeleeuwse geschiedenis van Wales. Er is niet veel bekend over Maelgwn.
Van Maelgwn wordt gezegd dat hij de kunsten en het recht bevorderde, maar anderen schrijven dat toe aan de propaganda van de koning. Hij droeg genereus bij aan de zaak van het christendom in Wales en sponsorde er de stichting van verschillende kerken.  Hij vestigde zich in Deganwy en omringde zich met een entourage van barden en ambachtslieden, die hem de hemel in prezen. Gildas bekijkt hem echter met minachting, en het is tegenwoordig niet meer uit te maken wie er gelijk had. Volgens de Historia Brittonum regeerde Maelgwn als 'hoge koning' over de Britten. Volgens de Annales Cambriae stierf hij in 547 aan de 'gele pest'. Zijn zoon Rhun, die ook de bijnaam 'Hir' droeg, was eveneens een beroemde koning van Gwynedd, en volgens sommige historici werd een andere zoon, Brude of Bridei, koning van de Picten in de tweede helft van de zesde eeuw.

## Gildas
De meeste informatie over Maelgwn is afkomstig van de eveneens zesde-eeuwse monnik Gildas, die een felle tegenstander was van deze koning, en van wie men dan ook geen objectieve beschrijving hoeft te verwachten.
Maelgwn is een van de vijf Keltisch Britse koningen die door Gildas gekastijd werden. Hij kon de troon bestijgen door de broer van zijn vader te verslaan. In De Excidio Britanniae schold hij hem voor 'Maglocunus' uit, een mengelmoes van Latijn en Welsh die 'Prins Hond' betekent. De koning, beschreven als 'de eilanddraak', is de machtigste van de vijf koningen, ...jij, de laatste over wie ik schrijf, maar de eerste en ergste in het kwaad, meer dan velen in talenten maar ook in slechtheid, genereus maar ook vrijgevig in zonde, sterk in de oorlog maar nog sterker in het vernielen van je eigen ziel ...".
Gildas beschuldigt Maelgwn ervan dat hij zijn oom als koning heeft verdreven, toen hij nog een jongen was. Daarna kreeg hij berouw en wilde in het klooster treden. Zijn berouw duurde echter niet lang en hij werd weer zo gewelddadig als daarvoor. Gildas beschuldigt Maelgwn van moord op zijn vrouw en zijn neef, zodat hij met diens weduwe kon trouwen.

## Hanes Taliesin
In de Hanes Taliesin (verhaal van Taliesin, 16e eeuw) wordt verteld dat Elffin, zoon van Gwyddno Garanhir, de neef was van Maelgwn. Taliesin was Elffins bard. Maelgwn sloot zijn neef op in de toren toen deze tijdens Kerst had gepocht dat zijn vrouw mooier en kuiser was dan die van zijn oom. Ook zijn eigen bard Taliesin zou talentvoller zijn dan de barden aan Maelgwns hof. Maelgwns zoon Rhun probeerde toen Elffins vrouw te verleiden, maar het was haar dienstmaagd die hij dronken voerde en toen haar pink met ring afsneed. Elffins vrouw was op Taliesins advies met haar dienstmaagd van plaats en kleding gewisseld. Ze had haar ook haar ring gegeven. Toen Taliesin aan Maelgwns hof moest verschijnen bleek hij met zijn kunsten de meerdere van Maelgwns barden en wist hij Elffin van zijn ketenen te bevrijden. Daarna toonde hij het hof Elffins vrouw met haar tien ongeschonden vingers en nadat er ook nog een paardenrace werd gehouden, waarbij Elffins paard won en er een ketel vol goud gevonden werd op de plaats waar het dier tot stilstand kwam, was Elffin de absolute winnaar in de strijd met zijn oom Maelgwn.
In Y Man Gofion de jongste versie van de Hanes (1726) van Lewis Morris, wordt Maelgwn Gwynned de zoon genoemd van Caswallon Lawhir zoon van Einion Yrth zoon van Cynedda Wledig en zou hij hebben gewoond in Conway.